# Dourges
Dourges é uma comuna francesa na região administrativa de Altos da França, no departamento de Pas-de-Calais. Estende-se por uma área de 10,48 km². Em 2010 a comuna tinha 5 979 habitantes (densidade: 570,5 hab./km²).